# Arquebisbat de São Paulo
L'arquebisbat de São Paulo (portuguès: Arquidiocese de São Paulo; llatí: Archidioecesis Sancti Pauli in Brasilia) és una seu metropolitana de l'Església catòlica al Brasil que pertany a la Regió eclesiàstica Sul 1. El 2010 tenia 5.484.000 batejats sobre 7.511.000 habitants. Actualment està regida per l'arquebisbe cardenal Odilo Pedro Scherer.

## Territori
L'arxidiòcesi comprèn una part del municipi de São Paulo.
La seu arxiepiscopal és la ciutat de São Paulo, on es troba la catedral de l'Assumpció de Maria i de Sant Pau.
El territori s'estén sobre 1.645 km², i està dividit en 296 parròquies, reagrupades en 6 zones pastorals: Sé, Belém, Ipiranga, Santana, Lapa i Brasilândia.

### La província eclesiàstica
La seva província eclesiàstica comprèn la pròpia arxidiòcesi metropolitana, i les següents diòcesis sufragànies, la majoria de ritu llatí, però també algunes de ritu oriental, principalment de ritu bizantí:
- bisbat de Campo Limpo,
- bisbat de Caraguatatuba,
- bisbat de Guarulhos,
- bisbat de Mogi das Cruzes,
- Eparquia de Nostra Senyora del Líban de Sant Pau dels Maronites,
- Eparquia de Nostra Senyora del Paradís de Sant Pau dels Melquites,
- bisbat d'Osasco,
- bisbat de Santo Amaro,
- bisbat de Santo André,
- bisbat de Santos,
- bisbat de São Miguel Paulista

## Història
La història de l'Església catòlica a São Paulo es fusiona de manera natural amb la història de la seva pròpia ciutat. En 1553, per iniciativa de Tomé de Sousa, governador general del Brasil, i amb l'ajut del Pare Leonardo Nunes, va ser fundada una vila a la que es va donar el nom de Santo André da Borda do Campo, habitada des de 1550 per una població petita i constantment amenaçada pels atacs de la població indígena de la regió. En 1554, alguns sacerdots jesuïtes, encapçalats pel portuguès Manuel da Nóbrega, va escalar la Serra do Mar fins a l'altiplà on es va construir una escola entre els rius Anhangabaú i Tamanduateí, que marca la fundació de São Paulo.
En poc temps, es va començar a formar un poble al voltant del Col·legi dels Jesuïtes i, en 1560, el nou governador general del Brasil, Mem de Sá, va ordenar la sortida del poble de Santo André da Borda do Campo i tots els seus habitants s'instal·lessin en els camps de Piratininga.
Durant gairebé 200 anys, São Paulo estava sota el domini de diverses circumscripcions eclesiàstiques: fins al 1551 tot el Brasil depenia jeràrquicament de la diòcesi de Funchal (Madeira), quan el 25 de febrer d'aquell any es va erigir la diòcesi de Sao Salvador da Bahia. Amb la fundació de la Prelatura de Rio de Janeiro en 1575, la llavors vila passà a ser subjecte a aquesta nova, que es convertí en la diòcesi de São Sebastiao do Rio de Janeiro en 1676, i es va mantenir així fins al dia 6 de desembre de 1745, quan finalment es va crear la diòcesi de São Paulo mitjançant el breu del Papa Benet XIV Candor lucis æternæ.
Des de llavors, l'Església Catòlica començà a expandir-se més ràpidament, amb el creixement de la ciutat i la diòcesi en el seu conjunt. Fins a 1892, la diòcesi de São Paulo va ser responsable d'un territori similar a l'actual Ucraïna, amb territoris als estats del Paranpà i de Santa Catarina, així com la part sud de Mines Gerais. Aquell any, es va crear la diòcesi de Curitiba, cobrint Paranà i Santa Catarina.
El 7 de juny de 1908, la diòcesi de São Paulo perdé gran part del seu territori amb la creació de les diòcesis de Botucatu (avui arxidiòcesi), de Campinas (avui arxidiòcesi), de Ribeirão Preto (avui arxidiòcesi), de São Carlos do Pinhal (avui bisbat de São Carlos) i de Taubaté i gairebé un any abans s'havia erigit la diòcesi de Campanhaa la zona meridional de Mines Gerais. En la mateixa data de la creació de les diòcesis paulines, la diòcesi va ser elevada al rang d'arxidiòcesi, mitjançant la butlla del Papa Pius X Dioecesium nimiam amplitudinem. El seu primer arquebisbe va ser Dom Duarte Leopoldo e Silva.
Fins a 1989 el territori de l'Arquidiócesis de São Paulo continuà disminuint amb la creació de noves diòcesis: el 4 de juliol de 1924 les de Santos i de Sorocaba; el 24 de juliol de 1925 el de Bragança Paulista; el 18 de juliol de 1954 el de Santo André; el 19 d'abril de 1958 el d'Aparecida; el 9 de juny de 1962 el de Mogi das Cruzes, el 7 de novembre de 1966 el de Jundiaí, el 1981 el de Guarulhos; i, finalment, el 15 de març de 1989, quan a causa de l'augment frenètic de la població (que superava de llarg els 13 milions de fidels), el territori arquebisbal va ser dividit a partir de les regions episcopals ja existents, donant origen a quatre noves diòcesis: Campo Limpo, Osasco, Santo Amaro i São Miguel Paulista.

## Cronologia episcopal
- Bernardo Rodrigues Nogueira † (15 de desembre de 1745 - 7 de novembre de 1748 mort)
- Antônio da Madre de Deus Galvão, O.F.M.Ref. † (16 de març de 1750 - 19 de març de 1764 mort)
- Manuel da Ressurreição, O.F.M.Obs. † (17 de juny de 1771 - 21 d'octubre de 1789 mort)
- Miguel da Madre de Deus da Cruz, O.F.M.Disc. † (17 de desembre de 1791 - 22 de gener de 1795 renuncià)
- Mateus d'Abreu Pereira † (1 de juny de 1795 - 5 de maig de 1824 mort)
- Manuel Joaquim Gonçalves d'Andrade † (25 de juny de 1827 - 26 de maig de 1847 mort)
- Antônio Joaquim de Melo † (5 de maig de 1851 - 16 de febrer de 1861 mort)
- Sebastião Pinto do Rêgo † (11 de maig de 1861 - 30 d'abril de 1868 mort)
- Lino Deodato Rodrigues de Carvalho † (21 de maig de 1871 - 19 d'agost de 1894 mort)
- Joaquim Arcoverde de Albuquerque Cavalcanti † (19 d'agost de 1894 - 24 d'agost de 1897 nomenat arquebisbe de Rio de Janeiro)
- Antônio Cândido Alvarenga † (28 de novembre de 1898 - 1 d'abril de 1903 mort)
- José de Camargo Barros † (9 de novembre de 1903 - 4 d'agost de 1906 mort)
- Leopoldo Duarte e Silva † (18 de desembre de 1906 - 13 de novembre de 1938 mort)
- José Gaspar d'Afonseca e Silva † (29 de juliol de 1939 - 27 d'agost de 1943 mort)
- Carlos Carmelo de Vasconcelos Motta † (13 d'agost de 1944 - 18 d'abril de 1964 nomenat arquebisbe d'Aparecida)
- Agnelo Rossi † (1 de novembre de 1964 - 22 d'octubre de 1970 nomenat prefecte de la Congregació per a l'Evangelització dels Pobles)
- Paulo Evaristo Arns, O.F.M. (22 d'octubre de 1970 - 15 d'abril de 1998 jubilat)
- Cláudio Hummes, O.F.M. (15 d'abril de 1998 - 31 d'octubre de 2006 nomenat prefecte de la Congregació per al Clergat)
- Odilo Pedro Scherer, des del 21 de març de 2007

## Estadístiques
A finals del 2010, la diòcesi tenia 5.484.000 batejats sobre una població de 7.511.000 persones, equivalent al 73,0% del total.
| any  | població  | població  | població | sacerdots | sacerdots       | sacerdots       | sacerdots             | diàques | religiosos | religiosos | parroquies |
| ---- | --------- | --------- | -------- | --------- | --------------- | --------------- | --------------------- | ------- | ---------- | ---------- | ---------- |
| any  | batejats  | total     | %        | total     | clergat secular | clergat regular | batejats por sacerdot | diàques | homes      | dones      |            |
| 1966 | 4.950.000 | 5.320.000 | 93,0     | 167       | 167             |                 | 29.640                |         | 957        | 3.215      | 262        |
| 1970 | 5.600.000 | 6.435.989 | 87,0     | 1.213     | 351             | 862             | 4.616                 |         | 1.072      | 3.775      | 311        |
| 1976 | 6.200.000 | 7.198.608 | 86,1     | 2.231     | 530             | 1.701           | 2.779                 | 1       | 2.296      | 3.405      | 353        |
| 1980 | 8.430.000 | 9.684.000 | 87,1     | 1.017     | 352             | 665             | 8.289                 | 1       | 1.046      | 3.070      | 364        |
| 1990 | 7.110.000 | 7.900.000 | 90,0     | 772       | 335             | 437             | 9.209                 | 1       | 803        | 2.316      | 241        |
| 1999 | 6.669.720 | 8.892.960 | 75,0     | 903       | 350             | 553             | 7.386                 | 1       | 1.326      | 2.347      | 268        |
| 2000 | 6.674.842 | 8.899.790 | 75,0     | 871       | 353             | 518             | 7.663                 | 1       | 1.243      | 2.203      | 268        |
| 2001 | 6.679.000 | 8.906.625 | 75,0     | 897       | 387             | 510             | 7.445                 | 1       | 1.183      | 2.140      | 268        |
| 2002 | 6.767.000 | 9.023.000 | 75,0     | 847       | 345             | 502             | 7.989                 | 1       | 1.126      | 2.132      | 275        |
| 2003 | 6.713.100 | 8.950.800 | 75,0     | 1.108     | 363             | 745             | 6.058                 | 3       | 1.138      | 2.102      | 277        |
| 2004 | 5.935.807 | 7.075.547 | 83,9     | 912       | 351             | 561             | 6.508                 | 3       | 1.207      | 1.880      | 280        |
| 2010 | 5.484.000 | 7.511.000 | 73,0     | 858       | 334             | 524             | 6.391                 | 50      | 1.042      | 1.693      | 296        |